# Зайцев, Иван Ульянович
Ива́н Улья́нович За́йцев (1837—1909) — российский общественный деятель, градоначальник Петрозаводска.

## Биография
Родился в крестьянской семье. В Петрозаводске проживал с 1870 года.
Вёл торговлю продовольствием, табаком.
Неоднократно избирался гласным Олонецкого губернского земского собрания. В составе делегации губернского земства 13 февраля 1883 года был принят императором Александром III и императрицей Марией Фёдоровной в Гатчинском дворце по случаю коронования.
Занимался благотворительной деятельностью, являлся попечителем Сямозерского земского училища, церковным старостой Крестовоздвиженского собора.
В должности городского головы Петрозаводска по выбору гласных состоял с 5 августа 1897 года по 11 сентября 1901 года.
Был награждён двумя серебряными медалями «За усердие».
Похоронен у Покровской церкви в Пряже.

## Семья
Жена — Евдокия Андреевна.
Брат — Тимофей Ульянович Зайцев в 1878—1897 годах состоял гласным Олонецкого губернского земского собрания.